# کمرکولی پرژوالسکی
کمرکولی پرژوالسکی (نام علمی: Sitta przewalskii) نام یک گونه از تیره کمرکولی است.